# Sumar
Sumar è una coalizione spagnola, creata da diversi partiti della sinistra e di sinistra radicale per presentarsi alle elezioni generali in Spagna del 2023. Si tratta della più grande coalizione elettorale della storia spagnola, raggruppando al suo interno 20 partiti politici.
È stata creata da Yolanda Díaz, fondatrice e membro del quasi omonimo partito Movimiento Sumar e affiliata al Partito Comunista di Spagna e, all'epoca delle elezioni, Secondo Vicepresidente del Governo di Spagna e Ministro del Lavoro.

## Storia
Yolanda Díaz, dopo il ritiro di Pablo Iglesias dalla politica attiva, divenne leader di Unidas Podemos. Díaz propone allora di creare una nuova coalizione per svincolarsi dall'immagine negativa acquisita da Podemos e sfruttare la popolarità acquisita durante la sua permanenza al governo come Ministra del Lavoro. La nuova coalizione aveva l'obiettivo di unire tutte le forze a sinistra del PSOE, ovvero Podemos, Más País/Más Madrid, Sinistra Unita (IU), Compromís, lasciando però spazio a personalità della società civile.
Il 18 maggio 2022 viene ufficializzato il nome della coalizione "Sumar" e l'8 luglio dello stesso anno al Mattatoio di Madrid si svolse il primo evento del nuovo movimento. Infine il 2 aprile 2023 Yolanda Díaz annunciò la sua candidatura per le elezioni che si sarebbero tenute a dicembre di quell'anno. Sumar ricevette il supporto della maggior parte dei partiti di sinistra e sinistra radicale (Más País/Más Madrid, Sinistra Unita, Compromís, Equo...) e di importanti ex membri di Podemos. Podemos, principale forza della sinistra radicale, invece, non diede alcun appoggio esplicito alla neonata formazione.
Il giorno seguente alle elezioni municipali e autonomiche del maggio 2023, vista la sconfitta dei socialisti, il presidente del Governo Pedro Sanchez convocò le elezioni anticipate per il 23 luglio.
Il 31 maggio è iscritto al registro dei partiti politici il Movimiento Sumar
con lo scopo di creare un partito che permetta di incorporare nella coalizione esponenti indipendenti e della società civile.
Il 9 giugno è registrata la coalizione Sumar, che unisce venti partiti di carattere nazionale e regionale, e conta il sostegno di altri partiti che non ne fanno parte formalmente.
Nelle elezioni Sumar ottiene il 12,3% dei voti e l'8,9% dei seggi, 31. Sebbene rispetto alla coalizione precedente Unidas Podemos perda 7 seggi, si conferma quarta forza politica del paese. Ione Belarra dichiarò che la perdita dei voti della «sinistra alla sinistra del PSOE» era stata causata dal poco spazio dato a Podemos nella coalizione. Nonostante ciò l'aumento di voti rispetto alle elezioni municipali e autonomiche, in cui le sinistre si erano candidate sotto la coalizione Unidas Podemos, era stato notevole. 
Il 24 ottobre del 2023 Sumar annuncia un accordo di investitura con il PSOE per permettere la nascita di un governo di coalizione.
Successivamente il 16 novembre, votando la fiducia per Pedro Sanchez come capo del governo, la coalizione entra a far parte del suo terzo esecutivo esprimendo 5 ministri, di cui due provenienti da Sumar (Yolanda Díaz e Pablo Bustinduy), uno da Izquierda Unida (Sira Rego), uno da Más Madrid (Monica García) e uno da Catalunya en Comú . A seguito della nomina dei ministri, Podemos, rimasto fuori dal governo, annuncia il passaggio al gruppo misto nel Congresso dei Deputati per aprire una nuova tappa di ricerca di «autonomia politica e parlamentare, con i voti dei suoi seggi e voce propria» .
Alle elezioni europee del 2024 i partiti della coalizione si ripresentano insieme, con l'eccezioni di Ara Més, partito regionalista delle Isole Baleari, che decide di presentarsi alle elezioni nella coalizione Ora Repubbliche, formata da partiti indipendentisti e repubblicani di sinistra. A seguito di lunghe trattative tra i partiti membri per la composizione della lista elettorale viene scelta come capolista Estrella Galán, indipendente nella quota del Movimiento Sumar e attivista per i diritti umani, il secondo posto va a Catalunya en Comú, il terzo a Compromís, il quarto a Sinistra Unita e il quinto a Más Madrid. Con il 4,63% dei voti il partito elegge solamente 3 eurodepuati, lasciando così fuori l'eurodeputato uscente Manu Pineda di Sinistra Unita. Nel Parlamento europeo gli eletti di Catalunya en Comú e Compromís si iscrivono al gruppo Verdi/ALE, essendo iscritti rispettivamente al Partito Verde Europeo e all'Alleanza Libera Europea, Estrella Galán si iscrive invece al gruppo GUE-NGL.
A seguito del cattivo risultato elettorale l'11 giugno Yolanda Díaz si dimette da leader della coalizione, è sostituita da una direzione ad interim composta da cinque coordinatori.

## Membri

### Partiti nazionali
- Movimiento Sumar
- Sinistra Unita
- Verdes Equo
- Más País (confluito in ottobre 2023 nel Movimiento Sumar)[16]

Membri che non ne fanno più parte:
- Podemos
- Alianza Verde

### Partiti regionali
- Más Madrid
- Batzarre
- Unione Aragonese
- Compromís
- Més-Compromís
- Iniciativa del Poble Valencià
- Verds Equo del País Valencià
- En Comú Podem
- Catalunya en Comú
- Iniciativa del Pueblo Andaluz
- Izquierda Asturiana
- Més per Mallorca
- Més per Menorca
- Partido Drago Canarias

## Risultati elettorali

### Elezioni legislative
| Anno | Voti      | %          | +/- | Seggi    | +/- | Status      | Note |
| ---- | --------- | ---------- | --- | -------- | --- | ----------- | ---- |
| 2023 | 3 044 996 | 12,3 (4.°) | 31  | 31 / 350 | 7   | Maggioranza | -    |

### Elezioni europee
| Anno | Voti    | %          | Seggi  | +/-   | Note |
| ---- | ------- | ---------- | ------ | ----- | ---- |
| 2024 | 818 015 | 4,63 (5.°) | 3 / 54 | nuovo |      |